# Parlament von Kenia

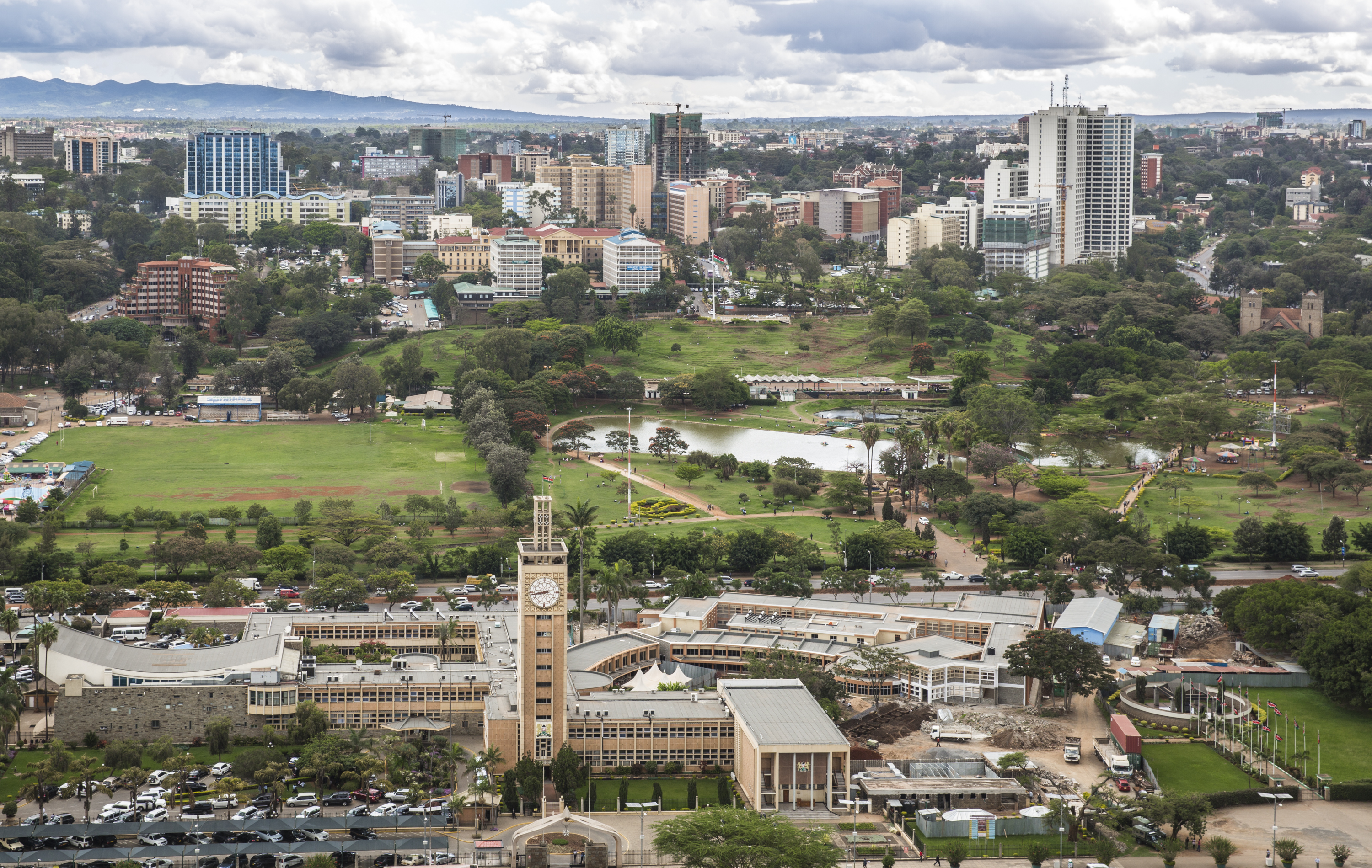
Parlamentsgebäude in Nairobi (unten)

Das Parlament von Kenia (englisch: Parliament of Kenya; Suaheli: Bunge la Kenya) ist ein Zweikammersystem und besteht aus:
- dem Senat (Oberhaus)
- der Nationalversammlung (Unterhaus)

Das Zweikammernsystem aus Senat und Nationalversammlung wurde mit der Unabhängigkeit Kenias 1963 eingeführt. Der Senat wurde jedoch 1966 abgeschafft. Mit dem Verfassungsreferendum in Kenia 2010 wurde eine neue Verfassung verabschiedet und der Senat wieder eingeführt. 
Die 47 Counties von Kenia, welche durch die Verfassungsreform geschaffen wurden, entsenden in Wahlen nach relativem Mehrheitswahlrecht jeweils einen Abgeordneten in den Senat, während weitere 16 Sitze für Frauen reserviert sind, welche von den Parteien nach ihrer jeweiligen Stärke entsandt werden. Ergänzt wird der 67-köpfige Senat von 4 Abgeordnete (2 Männer, 2 Frauen), von denen 2 die Jugend und 2 behinderte Menschen repräsentieren.  
In der Nationalversammlung sitzen 349 Abgeordnete. Davon entfallen 290 auf direkt gewählte Vertreter der Wahlkreise, 47 auf Frauen, die je ein County repräsentieren und 12 auf Abgeordnete, die proportional zu ihrem Wahlergebnis von den Parteien ernannt werden und besondere soziale Gruppen, darunter die Jugend, behinderte Menschen und Arbeiter repräsentieren sollen. 